# 程鹏 (1966年)
程鵬（1966年9月—），男，漢族，湖南洞口人，在職研究生學歷，法學博士，高級工程師。1992年7月參加工作，2000年5月加入中國共產黨。

## 生平
早年在林業部、國家林業局任職，後調任上海市規劃和國土資源管理局副局長。2015年5月，出任上海市金山區區委副書記。2019年，獲任命為上海市生態環境局副局長、黨組書記。2020年6月，接替壽子琪擔任上海市生態環境局局長。